# Mariann Gajhede Knudsen
Mariann Gajhede Knudsen (Skagen, 16 novembre 1984) è un'ex calciatrice danese, di ruolo centrocampista, dal 2017 nello staff medico della nazionale danese.
Durante la sua lunga attività agonistica, terminata nel 2016, ha giocato sia nel campionato nazionale, con il Fortuna Hjørring, con il quale vinse due titoli di Campione di Danimarca e due Coppe, che in quello svedese, con il Linköping, anche qui totalizzando un campionato, due coppe e due supercoppe, dove chiuse la carriera con 117 presenze e 10 reti realizzate. Vanta inoltre 107 presenze con la nazionale danese, con la quale ha ottenuto il maggior risultato con le semifinali nell'Europeo di Svezia 2013, e ha conseguito il titolo di giocatrice danese dell'anno nel 2008.

## Palmarès

### Club
- Campionato svedese: 1

Linköping: 2016
- Campionato danese: 2

Fortuna Hjørring: 2008-2009, 2009-2010
- Coppa di Svezia: 2

Linköping: 2013-2014, 2014-2015
- Coppa di Danimarca: 2

Fortuna Hjørring: 2005-2006, 2007-2008
- Supercoppa svedese: 2

Linköping: 2009, 2010

### Individuali
- Giocatrice danese dell'anno: 1

2008